# Alchornea glandulosa
Alchornea glandulosa är en törelväxtart som beskrevs av Eduard Friedrich Poeppig. Alchornea glandulosa ingår i släktet Alchornea och familjen törelväxter.

## Underarter
Arten delas in i följande underarter:
- A. g. glandulosa
- A. g. iricurana

## Bildgalleri